# Бетвин (Џорџија)
Бетвин (енгл. Between) град је у америчкој савезној држави Џорџија. По попису становништва из 2010. у њему је живело 296 становника.

## Демографија
Према попису становништва из 2010. у граду је живело 296 становника, што је 148 (100,0%) становника више него 2000. године.
| Група             | 2000.       | 2010.       |
| Белци             | 142 (95,9%) | 264 (89,2%) |
| Афроамериканци    | 5 (3,4%)    | 22 (7,4%)   |
| Азијати           | 0 (0,0%)    | 0 (0,0%)    |
| Хиспаноамериканци | 1 (0,7%)    | 10 (3,4%)   |
| Укупно            | 148         | 296         |